# Ordine Danaker
L'Ordine "Danaker" è un'onorificenza del Kirghizistan.

## Storia
L'Ordine è stato fondato il 24 novembre 1999 ed è stato assegnato per la prima volta il 26 agosto 2000.

## Assegnazione
L'Ordine è assegnato ai cittadini per premiare:
- il grande contributo nel rafforzare la pace, l'amicizia e la cooperazione tra le nazioni;
- un'attività particolarmente feconda in armonia inter-etnica, in merito all'arricchimento della scienza all' avvicinamento reciproco delle culture nazionali.

## Insegne
- L'insegna ha una forma a stella con 40 radianti uniformi in oro con un diametro di 42 mm. Il dritto dell'Ordine è in lamina d'argento con un diametro di 30 mm. Il lato interno del rivestimento in argento è realizzato sotto forma di un cerchio con un'immagine in rilievo dell'emblema del Kirghizistan smaltato di blu. Nel centro del rivestimento d'argento è posto un cerchio blu con un diametro di 16 mm, prodotto anch'esso dalla smalto a caldo con pareti sottili in argento sotto forma di semi-archi che simboleggiano i meridiani del globo. Nel centro del cerchio è colorata in rilievo la scritta "Danaker". Sopra e sotto l'iscrizione vi è una stella.
- Il nastro è completamente verde.